# Frederickena
Frederickena är ett fågelsläkte i familjen myrfåglar inom ordningen tättingar. Släktet omfattar tre arter med utbredning från Venezuela till norra Bolivia:
- Svartbröstad myrtörnskata (F. viridis)
- Vattrad myrtörnskata (F. unduliger)
- Gulbrun myrtörnskata (F. fulva)